# مهرداد دلنوازی
مهرداد دلنوازی (زادهٔ ۳ دی ۱۳۳۸ در تهران) نوازنده و آهنگساز اهل ایران است.

## زندگی هنری
مهرداد دلنوازی ۳ دی سال ۱۳۳۸ در تهران متولد شد. در ۱۱ سالگی به هنرستان عالی موسیقی راه یافت. او فراگیری ساز تار و ردیف‌های موسیقی ایرانی را نزد «هوشنگ ظریف» و ردیف عالی استاد شهنازی را نزد استادان «علی اکبرشهنازی» و «حبیب‌الله صالحی» آموخت. پس از پایان تحصیل در هنرستان موسیقی، مبانی و اصول آهنگسازی را نزد «حسین دهلوی» و آهنگسازی ایرانی را نزد «فرامرز پایور» پی گرفت. وی قطعاتی از آثار فرامرز پایور که برای سنتور ساخته شده بودند، از جمله برخی پیش‌درآمد‌ها، رنگ‌ها و قطعات مجلسی را برای ساز تار تنظیم و به چاپ رساند. او از سال ۱۳۵۸ همکاری خود را با مرکز حفظ و اشاعه موسیقی ایران آغاز کرد. وی بیش از ۲۰۰ قطعه موسیقی برای سازمان صدا و سیما آهنگسازی و تنظیم کرده‌است. همچنین بیش از ۲۵ آلبوم موسیقی از وی منتشر شده‌است. او در سال ۱۳۸۲ موفق به اخذ مدرک درجه یک هنری از وزارت ارشاد شد.وی پایه‌گذار و سرپرست گروه موسیقی «دلنوازی» می‌باشد.
وی از سال ۱۳۶۳ تا ۱۳۸۸ در هنرستان موسیقی دختران و هنرستان موسیقی پسران و از سال ۱۳۷۳ (همزمان با تأسیس دانشکده موسیقی) به مدت ۷ سال در دانشگاه هنر تهران به تدریس مشغول بود.
در سال ۱۳۷۹ در شانزدهمین جشنواره موسیقی فجر گروه موسیقی «دلنوازی» جایزه اول را به عنوان «بهترین گروه نوازی» به خود اختصاص داد. همچنین در سال ۱۳۸۰ در جشنواره مهر، آلبوم «درگاه جمال» از آثار مهرداد دلنوازی رتبه نخست را به دست آورد.
او در سال ۱۳۸۳ به عنوان سولیست تار «ارکستر سمفونیک بزرگان جهان» انتخاب و به ترکیه دعوت شد.
در سال ۱۳۸۲ از طرف شورای ارشیابی هنرمندان وزارت فرهنگ و ارشاد لوح درجه یک هنری به وی اهدا گردید.
همچنین در سال ۲۰۲۱ در فستیوال موسیقی جهانی آمریکا آهنگ ﴿راپسودی برای نی و ارکستر) به عنوان آهنگسازوتنظیم کننده مدال نقره را به خود اختصاص داد. (Global Music Avards)

## آثار هنری
از جمله آثار هنری مهرداد دلنوازی می‌توان به موارد زیر اشاره نمود:
آثار مکتوب:
- «باغ نظر» (تنظیم آثار فرامرز پایور برای تار)[۷]
- «راپسودی برای نی و ارکستر»[۸]
- «به زندان»
- «سازنگ در آواز دشتی» (دو نوازی برای تار و سنتور)[۹]
- «ققنوس» (قطعاتی برای تار)[۱۰]
- «ردیف ابتدایی برای تار»[۱۱]

آلبوم موسیقی:
- «آتش دل» به خوانندگی «علیرضا افتخاری»
- «مویه و سه گاه» (تنظیم قطعات به همراه فرامرز پایور) به خوانندگی «علی رستمیان»[۱۲]
- «صدای زنگ»
- «درگاه جمال» به خوانندگی «بهرام سارنگ»[۱۳]
- «خزان عشق» (تنظیم قطعات) به خوانندگی «علی رستمیان»[۱۴]
- «ای عاشقان» به خوانندگی علیرضا براتیان
- «سلسه موی دوست»
- «شقایق»
- «سارنگ»[۱۵]
- «نوبهار»
- «نیاز ابدی» به خوانندگی «جمال الدین منبری»[۱۶]